# ドンホア
ドンホア（ベトナム語：Thị xã Đông Hòa / 市社東和?）は、ベトナム社会主義共和国フーイエン省の町である。面積は265.62 km²、人口は119,991人（2018年）である。

## 行政区画
以下の5坊5社から構成される。
- ホアヴィン坊（Hòa Vinh / 和榮）
- ホアヒエップバク坊（Hòa Hiệp Bắc / 和合北）
- ホアヒエップナム坊（Hòa Hiệp Nam / 和合南）
- ホアヒエップチュン坊（Hòa Hiệp Trung / 和合中）
- ホアスアンタイ坊（Hòa Xuân Tây / 和春西）
- ホアタム社（Hòa Tâm / 和心）
- ホアタンドン社（Hòa Tân Đông / 和新東）
- ホアタイン社（Hòa Thành / 和城）
- ホアスアンドン社（Hòa Xuân Đông / 和春東）
- ホアスアンナム社（Hòa Xuân Nam / 和春南）